# 1893 en combiné nordique
| Années du combiné nordique : 1890 - 1891 - 1892 - 1893 - 1894 - 1895 - 1896    |
| Décennies du combiné nordique : 1860 - 1870 - 1880 - 1890 - 1900 - 1910 - 1920 |

Cette page reprend les résultats de combiné nordique de l'année 1893.

## Festival de ski d'Holmenkollen
1893 est l'année de la deuxième édition du festival de ski d'Holmenkollen, compétition organisée annuellement depuis 1892. Dès cette deuxième édition, des travaux de terrassement eurent lieu, dans le but d'augmenter la longueur du tremplin.
La course fut remportée par le norvégien Ingemann Sverre devant ses compatriotes Ole Antonsen et Jonas Holmen.